# Sociedade Desportiva Serra Futebol Clube
La Sociedade Desportiva Serra Futebol Clube és un club de futbol brasiler de la ciutat de Serra a l'estat d'Espírito Santo.

## Història
El club fou fundat el 24 de juliol de 1930. Ha guanyat el campionat capixaba en cinc ocasions, els anys 1999, 2003, 2004, 2005, i 2008.

## Palmarès
- Campionat capixaba:
  - 1999, 2003, 2004, 2005, 2008, 2018